# Premios de la Academia Japonesa
Los Premios de la Academia Japonesa (日本アカデミー賞 Nippon Akademī-shō?) es una serie de galardones otorgados anualmente desde 1978 por la Academia Japonesa de Cine —en japonés: 日本アカデミー賞協会— a lo mejor del Cine de Japón, siendo el equivalente a los Óscar estadounidenses.
La estatuilla de premiación tiene las siguientes medidas: 27 c x 11 cm x 11 cm.

## Categorías a Premiar
Premios Principales
Mejor Película del Año (Filme Excepcional del Año) (最優秀作品賞) desde 1977.
Mejor Animación del Año (Excelencia en Animación) (最優秀アニメーション作品賞) desde 2006.
Mejor Director del Año (Logro Excepcional en Dirección) (最優秀監督賞) desde 1977.
Mejor Guion del Año (Guion Cinematográfico de Ficción Excepcional) (最優秀脚本賞) desde 1977.
Mejor Actor (Mejor desempeño por un actor en un rol estelar) (最優秀主演男優賞) desde 1977.
Mejor Actriz (Mejor desempeño por una actriz en un rol estelar) (最優秀主演女優賞) desde 1977.
Mejor Actor de Reparto (Mejor desempeño de un actor en un rol secundario) (最優秀助演男優賞) desde 1977.
Mejor Actriz de Reparto (Mejor desempeño de una actriz en un rol secundario) (最優秀助演女優賞) desde 1977.
Mejor Banda Sonora (Logro Excepcional en Música) (最優秀音楽賞) desde 1977.
Mejor Fotografía (Logro Excepcional en Cinematografía) (最優秀撮影賞) desde 1979.
Mejor Iluminación (Logro Execional en Dirección de Iluminación) (最優秀照明賞)
Mejor Dirección Artística (Logro Excepcional en Dirección de Arte) (最優秀美術賞) desde 1979.
Mejor Sonido (Logro Excepcional en Grabación de Sonido) (最優秀録音賞) desde 1979.
Mejor Edición (Logro Excepcional en Edición Filmica) (最優秀編集賞) desde 1979.
Mejor Película Extranjera (Película Extranjera Excepcional) (最優秀外国映画賞) desde 1977.
Premios Especiales
Revelación del Año (Al actor o actriz novato) (新人俳優賞)
Premio Especial de la Asociación (協会特別賞)
Premio del Presidente (会長特別賞)
Premio de Honor de la Asociación a la trayectoria profesional- (協会栄誉賞)
Premio Okada Shigeru (岡田茂賞)
Premios a la Popularidad -Elegidos por el Público- (話題賞)
Premio a la Película más Popular del Año  (作品部門) desde 1979.
Premio al actor más Popular del Año (俳優部門) desde 1979.

## Resumen de Ceremonias
| Años |
| 1977 · 1978 · 1979 · 1980 · 1981 · 1982 · 1983 · 1984 · 1985 · 1986 · 1987 · 1988 · 1989 · 1990 · 1991 · 1992 · 1993 · 1994 · 1995 · 1996 · 1997 · 1998 · 1999 · 2000 · 2001 · 2002 · 2003 · 2004 · 2005 · 2006 · 2007 · 2008 · 2009 · 2010 · 2011 · 2012 · 2013 · 2014 · 2015 · 2016 · 2017 · 2018 · 2019 · 2020 · 2021 · 2022 · 2023 · 2024 · |

## Listado de películas del año
|    | Año  | Película                                   | Película (en japonés)                              | Director                                       | Director (en japonés) |
| -- | ---- | ------------------------------------------ | -------------------------------------------------- | ---------------------------------------------- | --------------------- |
| 1  | 1978 | The Yellow Handkerchief                    | 幸福の黄色いハンカチ                               | Yoji Yamada                                    | 山田洋次              |
| 2  | 1979 | The Incident                               | 事件                                               | Yoshitaro Nomura                               | 野村芳太郎            |
| 3  | 1980 | Vengeance Is Mine                          | 復讐するは我にあり                                 | Shōhei Imamura                                 | 今村昌平              |
| 4  | 1981 | Zigeunerweisen                             | ツィゴイネルワイゼン                               | Seijun Suzuki                                  | 鈴木清順              |
| 5  | 1982 | Station                                    | 駅 STATION                                         | Yasuo Furuhata                                 | 降旗康男              |
| 6  | 1983 | Fall Guy                                   | 蒲田行進曲                                         | Kinji Fukasaku                                 | 深作欣二              |
| 7  | 1984 | The Ballad of Narayama                     | 楢山節考                                           | Shōhei Imamura                                 | 今村昌平              |
| 8  | 1985 | The Funeral                                | お葬式                                             | Juzo Itami                                     | 伊丹十三              |
| 9  | 1986 | Gray Sunset                                | 花いちもんめ                                       | Shunya Ito                                     | 伊藤俊也              |
| 10 | 1987 | House on Fire                              | 火宅の人                                           | Kinji Fukasaku                                 | 深作欣二              |
| 11 | 1988 | A Taxing Woman                             | マルサの女                                         | Juzo Itami                                     | 伊丹十三              |
| 12 | 1989 | The Silk Road                              | 敦煌                                               | Junya Sato                                     | 佐藤純彌              |
| 13 | 1990 | Black Rain                                 | 黒い雨                                             | Shōhei Imamura                                 | 今村昌平              |
| 14 | 1991 | Childhood Days                             | 少年時代                                           | Masahiro Shinoda                               | 篠田正浩              |
| 15 | 1992 | My Sons                                    | 息子                                               | Yoji Yamada                                    | 山田洋次              |
| 16 | 1993 | Sumo Do, Sumo Don't                        | シコふんじゃった。                                 | Masayuki Suo                                   | 周防正行              |
| 17 | 1994 | A Class to Remember                        | 学校                                               | Yoji Yamada                                    | 山田洋次              |
| 18 | 1995 | Crest of Betrayal                          | 忠臣蔵外伝 四谷怪談                                | Kinji Fukasaku                                 | 深作欣二              |
| 19 | 1996 | A Last Note                                | 午後の遺言状                                       | Kaneto Shindō                                  | 新藤兼人              |
| 20 | 1997 | Shall We Dance?                            | Shall we ダンス?                                   | Masayuki Suo                                   | 周防正行              |
| 21 | 1998 | La princesa Mononoke                       | もののけ姫                                         | Hayao Miyazaki                                 | 宮崎駿                |
| 22 | 1999 | Begging for Love                           | 愛を乞うひと                                       | Hideyuki Hirayama                              | 平山秀幸              |
| 23 | 2000 | Poppoya                                    | 鉄道員                                             | Yasuo Furuhata                                 | 降旗康男              |
| 24 | 2001 | After the Rain                             | 雨あがる                                           | Takashi Koizumi                                | 小泉堯史              |
| 25 | 2002 | El viaje de Chihiro                        | 千と千尋の神隠し                                   | Hayao Miyazaki                                 | 宮崎駿                |
| 26 | 2003 | The Twilight Samurai                       | たそがれ清兵衛                                     | Yoji Yamada                                    | 山田洋次              |
| 27 | 2004 | When the Last Sword Is Drawn               | 壬生義士伝                                         | Yōjirō Takita                                  | 滝田洋二郎            |
| 28 | 2005 | Half a Confession                          | 半落ち                                             | Kiyoshi Sasabe                                 | 佐々部清              |
| 29 | 2006 | Always Sanchōme no Yūhi                    | ALWAYS 三丁目の夕日                                | Takashi Yamazaki                               | 山崎貴                |
| 30 | 2007 | Hula Girls                                 | フラガール                                         | Sang-il Lee                                    | 李相日                |
| 31 | 2008 | Tokyo Tower: Mom and Me, and Sometimes Dad | 東京タワー 〜オカンとボクと、時々、オトン〜 (映画) | Jōji Matsuoka                                  | 松岡錠司              |
| 32 | 2009 | Despedidas                                 | おくりびと                                         | Yōjirō Takita                                  | 滝田洋二郎            |
| 33 | 2010 | The Unbroken                               | 沈まぬ太陽                                         | Setsuro Wakamatsu                              | 若松節朗              |
| 34 | 2011 | Confessions                                | 告白 (湊かなえ)                                    | Tetsuya Nakashima                              | 中島哲也              |
| 35 | 2012 | Yôkame no semi                             | 告白 (八日目の蝉)                                  | Izuru Narushima                                | 成島出                |
| 36 | 2013 | Kirishima, bukatsu yamerutteyo             | 部活やめるて                                       | Daihachi Yoshida                               | 吉田大八              |
| 37 | 2014 | Fune wo Amu                                | 舟を編む                                           | Yuya Ishii                                     | 石井裕也              |
| 38 | 2015 | Eien no 0                                  | 永遠の0                                            | Takashi Yamazaki                               | 山崎 貴               |
| 39 | 2016 | Umimachi Diary                             | 海街diary                                          | Hirokazu Koreeda                               | 是枝裕和              |
| 40 | 2017 | Shin Godzilla                              | シン・ゴジラ                                       | Hideaki Anno / Shinji Higuchi                  | 庵野 秀明 / 樋口 真嗣 |
| 41 | 2018 | El Tercer asesinato                        | 三度目の殺人                                       | Hirokazu Koreeda                               | 是枝裕和              |
| 42 | 2019 | Un asunto de familia                       | 万引き家族                                         | Hirokazu Koreeda                               | 是枝裕和              |
| 43 | 2020 | Shinbun Kisha                              | 新聞記者                                           | Hideki Takeuchi por Tonde Saitama (翔んで埼玉) | 武内英樹              |
| 44 | 2021 | Middonaito Suwan                           | ミッドナイトスワン                                 | Eiji Uchida                                    | 内田英治              |
| 45 | 2022 | Drive My Car                               | ドライブ・マイ・カ                                 | Ryūsuke Hamaguchi                              | 濱口 竜介             |
| 46 | 2023 | Aru otoko                                  | ある男                                             | Kei Ishikawa                                   | 石川慶                |
| 47 | 2024 | Godzilla Minus One                         | ゴジラ-1.0                                         | Takashi Yamazaki                               | 山崎 貴               |